# Аратус
Аратус (Грчки: Ἄρατος ὁ Σολεύς; oko 315/310 – 240. пре нове ере) био je грчки дидактички песник. Његово главно сачувано дело је хексаметарска песма Phenomena (Грчки: Φαινόμενα Phainómena, лат. Phaenomena), чија прва половина стихова јесте поставка истоименог изгубљеног дела Еудокса. Описује сазвежђа и друге небеске појаве. Друга половина се зове Диосемеја (Διοσημεια „Прогнозе“) и углавном се односи на временске прилике. Иако је Аратус био донекле неупућен у грчку астрономију, његова песма је била веома популарна у грчком и римском свету, што доказује велики број коментара и латинских превода, од којих су неки опстали до данас.

## Живот
Постоји неколико извештаја о Аратовом животу анонимних грчких писаца, а помињу га и Суда и Евдокија. Из ових се види да је био родом из Солија у Киликији, (иако један извор наводи Тарс). Познато је да је учио код Менекрата у Ефесу и Филите на Косу. Као ученик перипатетичког филозофа Праксифана, у Атини је упознао стоичког филозофа Зенона, као и Калимаха из Кирене и Менедема, оснивача еретријске школе.
Око 276. године пре нове ере Арат је позван на двор македонског краља Антигона II Гонатаа, чију је победу над Галима 277. године Аратус ставио у стих. Овде је написао своју најпознатију песму Феномени. Затим је провео неко време на двору Антиоха I Сотера из Сирије, али се касније вратио у Пелу у Македонији, где је умро негде пре 240/239. Његове главне активности биле су медицина (за коју се такође каже да је била његова професија), граматика и филозофија.
Аратусу се приписује неколико песничких дела на различите теме, као и низ прозних посланица, али ниједно од њих није сачувано, осим његове две астрономске песме у хексаметру.
У његову част названи су кратер Аратус на Месецу и мала планета 12152 Аратус.

### Објављена издања
- Phaenomena (на језику: латински). Leiden: Officina Plantiniana. 1600.